# 가연성

가연 화학물질에 대한 국제 픽토그램

가연성(可燃性, 문화어: 불탈성)은 불꽃을 내며 불에 잘 타는 물질의 성질이다.
가연성이 강한 물질로는 수소·에탄올·셀룰로이드 등이 있다.

## 같이 보기
- 폭발물
- 불
- 초미세먼지
- UL (인증 기관)